# جشن سده
جشن سَده از جشن‌های ایرانی است که در آغاز شامگاه ۱۰ بهمن برگزار می‌شود. این جشن هزاران سال قدمت دارد و از کهن‌ترین جشن‌های ایرانی (حتی قدیمی‌تر از نوروز) به‌شمار می‌رود. این جشن، جشن پیدایش آتش در نظر گرفته می‌شود. بر اساس شاهنامهٔ فردوسی، پیشینهٔ این جشن به دوران هوشنگ‌شاه، دومین پادشاه پیشدادی، بازمی‌گردد.
در روایات اساطیری ایران باستان آمده است که هوشنگ‌شاه به هنگام شکار، چون مار دراز سیاه‌رنگی را می‌بیند، به سوی آن سنگی پرتاب می‌کند که از برخورد این سنگ به سنگ دیگر، جرقه‌ای شکل می‌گیرد و بوته خشکی که آنجا بوده، آتش می‌گیرد. ایرانیان از آن هنگام به بعد از آن آتش پاسداری می‌کنند. زرتشتیان سَده را با روشن کردن آتش جشن می‌گیرند و به نیایش می‌پردازند. جشن سده کرمان در تاریخ ۲۸ آذر ۱۳۸۸ به شماره «۴۰» در فهرست میراث فرهنگی ناملموس ثبت گردید. این جشن در سال ۱۳۹۱ در فهرست میراث معنوی ایران و در بهمن ۱۳۹۸ در فهرست میراث فرهنگی ناملموس ایران ثبت شد. جشن سده به عنوان بیست‌وچهارمین عنصر میراث فرهنگی ناملموس ایران، در هجدهمین نشست کمیته بین‌الدولی پاسداری از میراث‌فرهنگی ناملموس یونسکو در کاسان، بوتسوانا ثبت شد؛ این کار ارزنده با مشارکت کشور تاجیکستان در تهیه و تدوین درخواست ثبت، انجام گرفت.

## ریشهٔ واژهٔ سده
دانشمندان نام سده را گرفته‌شده از صد می‌دانند؛ ابوریحان بیرونی می‌نویسد: «سده گویند یعنی صد و آن یادگار اردشیر بابکان است و در علت و سبب این جشن گفته‌اند که هرگاه روزها و شب‌ها را جداگانه بشمارند، میان آن و آخر سال عدد صد به‌دست می‌آید و برخی گویند علت این است که در این روز زادگان کیومرث -پدر نخستین- درست صدتن شدند و یکی از خود را بر همه پادشاه گردانیدند و برخی برآنند که در این روز فرزندان مشی و مشیانه به صد رسیدند و نیز آمده «شمار فرزندان آدم ابوالبشر در این روز به صد رسید.»
نظر دیگر اینکه سده معروف، صدمین روز زمستان است؛ از ابتدای زمستان (۱ آبان تا ۱۰ بهمن) که جشن سده است صد روز، و از ۱۰ بهمن تا نوروز و اول بهار ۵۰ شب بوده است؛ و به‌علت اینکه از این روز به بعد انسان به آتش دست پیدا کرده است شب هم مانند روز روشن و گرم و زنده است شب‌ها هم شمرده می‌شوند.
یکی دیگر از دلایل گرامی‌داشت این شب این است که ایرانیان دو ماه میانی زمستان را (دی و بهمن) بسیار سخت و هنگام نیرومند گشتن اهریمن می‌دانستند و برای پایان یافتن این دوماه نیایش‌های ویژه‌ای برگزار می‌کردند؛ از شب چله که چله بزرگ نیز نامیده می‌شد و در آن مهر برای مبارزه با اهریمن دوباره زاده شده بود تا شب دهم بهمن ماه که جشن سده و چله کوچک نامیده می‌شد برابر ۴۰ روز است؛ و به سبب اینکه آتش (مظهر گرما و نور و زندگی) در روز سده کشف شده بود و وسیله دیگری برای مبارزه با اهریمن و بنا بر آیین باعث روشنایی شب مانند روز شد. از شب چله کوچک تا اول اسفند ۲۰ شبانه‌روز است.
یکی از نشانه‌های پیوند این دو پدیده مراسمی است که در بین عشایر سیرجان و بافت برگزار می‌شود:
شب دهم بهمن آتش بزرگی بنام آتش جشن سده، با چهل شاخه از درختان هرس شده که نشان چهل روز «چله بزرگ» است در میدان ده برمی‌افروزند و می‌خوانند:
 سده سده دهقانی/ چهل کنده سوزانی/ هنوز گویی زمستانی

## آیین‌ها
در شامگاه دهمین روز یا مهر روز از بهمن ماه، با افروختن هیزمی که مردمان، از روزهای پیشین در مرکز شهر یا آبادی یا بر بلندی کوهستان گرد آورده‌اند، این جشن آغاز می‌شود.
در اشارات تاریخی این جشن همیشه به شکل دسته‌جمعی و با گردهمایی همه مردمان شهر و محله و روستا در یک‌جا و با برپایی یک آتش بزرگ برگزار می‌شده است؛ مردمان در گردآوردن هیزم با یکدیگر مشارکت می‌کنند و بدین ترتیب جشن سده، جشن همکاری و همبستگی مردمان است. زرتشتیان استان‌های کرمان، یزد، فارس و دیگر استان‌ها از دیرباز این جشن را برگزار می‌کرده‌اند؛ امروزه بجز این شهرها در روستاهای اطراف میبد و اردکان، بافق، بردسکن، طبس (روستای پیرحاجات و کلشانه) و در سرایان (روستای دوحصاران) و حتی در برخی کشورهای خارجی مانند سوئد، آمریکا و استرالیا ایرانیان با گردآمدن در یک نقطه از شهر یا روستا در کنار هم آتشی بسیار بزرگ می‌افروزند و به نیایش‌خوانی و سرودخوانی و پایکوبی می‌پردازند.
این جشن در تقویم جدید زرتشتیان مصادف با مهر روز از بهم    ن‌ماه شده حال آنکه ابوریحان بیرونی و دیگر منابع آن را آبان روز گزارش کرده‌اند.

## سده از دیدگاه اساطیری
از اسطوره‌های جشن سده، تنها یکی به پیدایش آتش اشاره دارد؛ فردوسی می‌گوید: «هوشنگ پادشاه پیشدادی، که شیوهٔ کشت‌وکار، کندن کاریز، کاشتن درخت… را به او نسبت می‌دهند، روزی در دامنهٔ کوه ماری دید و سنگ برگرفت و به سوی مار انداخت و مار فرار کرد؛ اما از برخورد سنگ‌ها، جرقه‌ای زد و آتش پدیدار شد.»
یکی روز شاه جهان سوی کوه
گذر کرد با چند کس هم گروه
پدید آمد از دور چیزی دراز
سیه رنگ و تیره تن و تیزتاز
دو چشم از برسر چو دو چشمه خون
ز دود دهانش جهان تیره گون
نگه کرد هوشنگ با هوش و سنگ
گرفتش یکی سنگ و شد تیز چنگ
به زور کیانی رهانید دست
جهانسوز مار از جهانجوی جست
برآمد به سنگ گران‌سنگ خرد
همین و همان سنگ بشکست گرد
فروغی پدید آمد از هر دو سنگ
دل سنگ گشت از فروغ آذرنگ
نشد مار کشته ولیکن ز راز
ازین طبع سنگ آتش آمد فراز
جهاندار پیش جهان آفرین
نیایش همی کرد و خواند آفرین
که او را فروغی چنین هدیه داد
همین آتش آنگاه قبله نهاد
بگفتا فروغیست این ایزدی
پرستید باید اگر بخردی
شب آمد برافروخت آتش چو کوه
همان شاه بر گرد او با گروه
یکی جشن کرد آن شب و باده خورد
سده نام آن جشن فرخنده کرد
ز هوشنگ ماند این سده یادگار
بسی باد چون او دگر شهریار
هم در کتاب «التفهیم» و هم «آثارالباقیه» ابوریحان، از پدید آمدن آتش سخنی نیست بلکه آن را افروختن آتش بر بامها می‌داند که به دستور فریدون انجام گرفت و در نوروزنامه آمده است که: «آفریدون همان روز که ضحاک بگرفت جشن سده برنهاد و مردمان که از جور و ستم ضحاک رسته بودند، پسندیدند و از جهت فال نیک، آن روز را جشن کردندی و هر سال تا به امروز، آیین آن پادشاهان نیک عهد را در ایران و دور آن به جای می‌آورند.»

## سده از دیدگاه تاریخی
داستان پدیدآمدن آتش و بنیاد نهادن جشن سده در شاهنامه بدین گونه آمده است که هوشنگ با چند تن از نزدیکان از کوه می‌گذشتند که مار سیاهی نمودار شد؛ هوشنگ سنگ بزرگی برداشت و به سوی آن پرتاب کرد؛ سنگ به کوه برخورد کرد و آتش از برخورد سنگ‌ها برخاست.
به گفته فردوسی:

| برآمد به سنگ گران‌سنگ خرد     |  | هم آن و هم این سنگ گردید خرد |
| فروغی پدید آمد از هر دو سنگ  |  | دل سنگ گشت از فروغ آذرنگ     |
| جهاندار پیش جهان آفرین       |  | نیایش همی کرد و خواند آفرین  |
| که اورا فروغی چنین هدیه داد  |  | همین آتش آن گاه قبله نهاد    |
| یکی جشن کرد آنشب و باده خورد |  | سده نام آن جشن فرخنده کرد    |

به نوشته مورخانی همچون بیرونی، بیهقی، گردیزی جشن سده یکی از سه جشن بزرگ ایرانیان است که در دوران اسلامی، تا اواخر دوران خوارزمشاهیان و حمله مغول دوام آورد و هم سلاطین و امیران و هم مردم عادی این جشن را به‌پا می‌داشتند؛ مشهورترین و بزرگ‌ترین جشن سده در زمان مردآویج در سال ۳۲۳ هجری در اصفهان برگزار شده است و چنان‌که در تاریخ بیهقی آمده است جشن سده دیگری که به یاد مردم مانده، جشنی است که در زمان سلطان مسعود غزنوی در سال ۴۳۰ هجری برگزار شد.
به هر روی، ماندگاری سده در فرهنگ ایرانی بسیار مرهون اقوام گوناگون ایرانی است؛ کرمان، در هشتاد سال گذشته مهد برگزاری سده بوده است و همه ساله باشکوه‌ترین جشن سده نیز در آن جا توسط همه مردم برگزار می‌شود؛ در سال‌های پس از انقلاب اسلامی، زرتشتیان این جشن را با روش‌های تازه‌ای که سابقه تاریخی ندارد، برپا می‌کنند.
روح‌الامینی، که خود کرمانی است، دربارهٔ برگزاری سده در کرمان می‌گوید: «کرمانی‌ها این جشن را باشکوه‌تر از مناطق دیگر برگزار می‌کنند؛ هنوزهم در کرمان رسم است که کشاورزان از خاکستر آتش بر زمین‌هاشان می‌پاشند، زیرا عقیده دارند که خاکستر آتش سده به زمین برکت می‌دهد.» او ادامه می‌دهد: «در گذشته‌های نه چندان دور این مراسم در پشت‌بام‌ها برگزار می‌شد؛ این جشن جمعی و همگانی است؛ هیچ‌گاه این مراسم پنهانی و در خفا انجام نمی‌شده و همواره با حضور تعداد زیادی از مردم در بیابان‌ها و دشت‌ها برپا می‌شده است؛ هنوز هم در کرمان در روز جشن سده، مدارس را تعطیل می‌کنند.»

به رغم گذشت هزاران سال از برگزاری نخستین سده، امروزه تغییرات محسوسی در برگزاری این جشن به‌وجود نیامده است.
روح‌الامینی که تغییرات آیین‌ها را در طول زمان پیگیری می‌کند، معتقد است این آیین آن قدر قوت داشته که موفق به حفظ خود شده و با اشاره به خاطره‌ای می‌گوید: «حتی در زمان جنگ ایران و عراق با آنکه از شکوه جشن سده کم شده بود، ولی باز هم مردم در روز دهم بهمن دور هم در بداق آباد کرمان (باغی که تا چند سال پیش معمولاً سده را در آن جشن می‌گرفتند) جمع می‌شدند؛ از آن‌جا که سده را آتش می‌زنند، به این جشن سده‌سوزی هم می‌گویند؛ روح‌الامینی از ماجرای سده‌سوزی کرمان در سال‌های دهه چهل خورشیدی روایت جالبی تعریف می‌کند: «نزدیک غروب دو موید، لاله به دست، با لباس سفید از باغچه بیرون آمده، زمزمه‌کنان به سده نزدیک می‌شوند و از سمت راست سه بار گرد آن می‌گردند؛ سپس این خرمن هیزم را با شعله لاله‌ها از چهار سو آتش می‌زنند؛ ساعت‌ها طول می‌کشد تا شعله‌ها و حرارت آتش فروکش کند و مردم، به ویژه نوجوانان و جوانان بتوانند برای پریدن از روی آتش به بوته‌های پراکنده نزدیک شوند؛ در گذشته اسب‌سوارانی که منتظر فروکش کردن شعله‌ها بودند، زودتر از دیگران خود را به آب و آتش زده و هنرنمایی می‌کردند؛ کشاورزان می‌کوشیدند مقداری از خاکستر سده را بردارند و به نشانهٔ پایان یافتن سرمای زمستان، گرما را به کشتزار خود ببرند؛ شرکت‌کنندگان کم‌کم به خانه برمی‌گشتند، ولی جوانانی که تا نیمه‌های شب پیرامون سده می‌ماندند، کم نبودند.» در این شب ستاره گرما به زمین می‌آید.

## سده از دیدگاه دینی

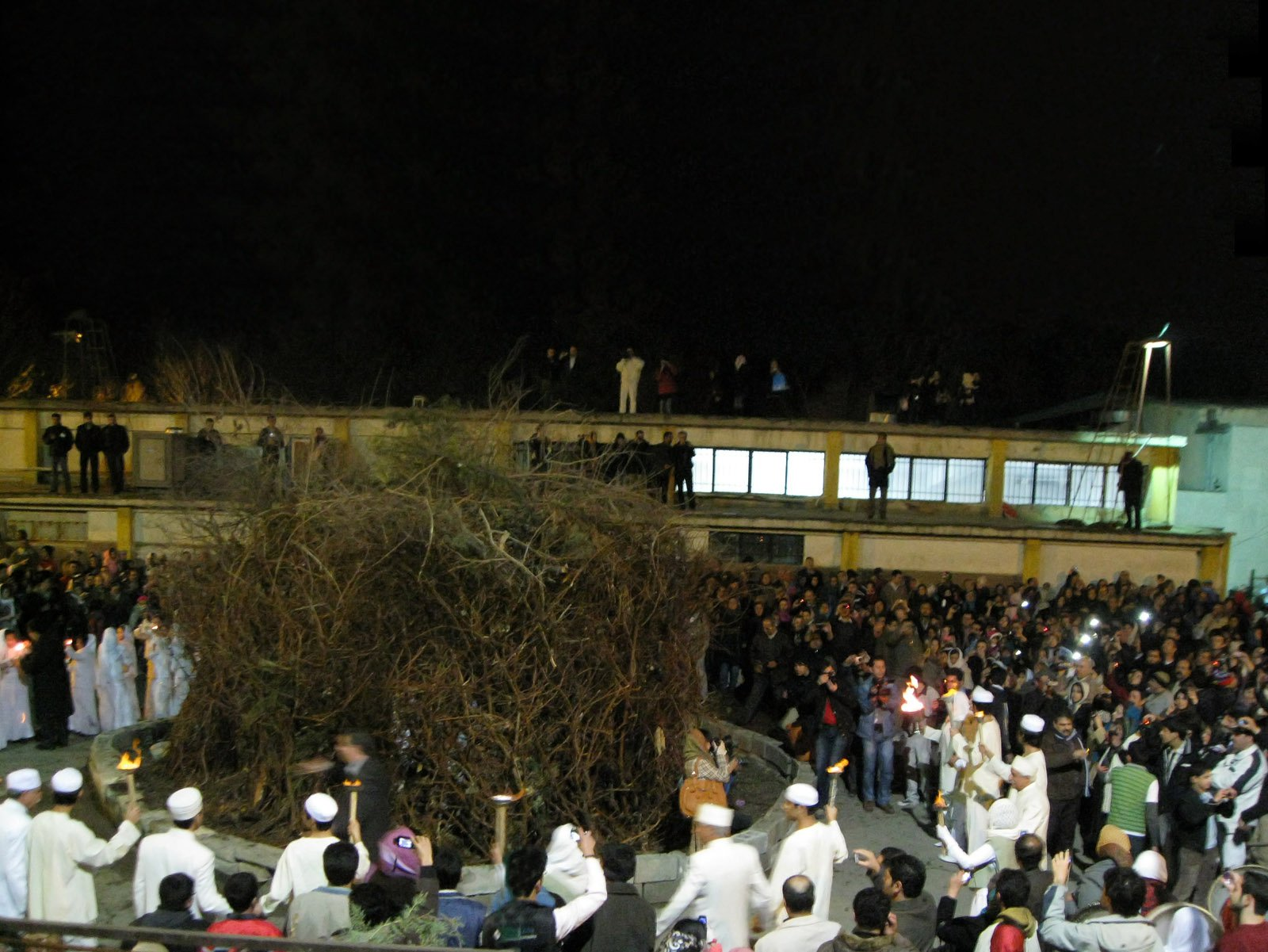
روشن کردن آتش جشن سده سال ۱۳۸۹ توسط موبدان زرتشتی

این جشن به یاد آورنده اهمیت نور، آتش و انرژی است. نوری که از خداوند جداست و از خداوند جدا هم نیست چنان‌که از کتاب‌ها و اسناد تاریخی برمی‌آید جشن سده جنبه دینی نداشته و تمام داستان‌های مربوط به آن غیردینی است و بیشتر جشنی کهن و ملی به‌شمار می‌آید و وارث حقیقی جشن سده نه تنها ایرانیان و آریایی‌ها بلکه میراثی است که به بسیاری از کشورهای همسایه ایران نیز راه یافت.
امروزه این جشن بین بسیاری از زرتشتیان ایران و خارج از ایران رواج گسترده دارد. صادق هدایت در سال‌های جوانی خود از جشن سده زرتشتیان کرمان دیدن و چنین گزارش می‌کند: «سده‌سوزی جشنی است که هنوز زرتشتیان کرمان به یادگار جمشید و آیین‌های ایران باستان می‌گیرند و برای این کار موقوفاتی در کرمان در نظر گرفته‌اند. پنجاه روز به نوروز خروارها بوته و هیزم درمنه در گبر محله باغچه بوداغ‌آباد گرد می‌آورند. جنب این باغچه خانه‌ای هست مسجد مانند و موبدان موبد از بزرگان شهر و حتی خارجی‌ها را دعوت شایانی می‌کنند. در این آیین نوشیدنی و شیرینی و میوه زیاد چیده می‌شود و اول غروب آفتاب دو نفر موبد دو لاله روشن می‌کنند و بوته‌ها را با آن آتش می‌زنند و سرود ویژه می‌خوانند هنگامی که آتش زبانه می‌کشد همهٔ میهمانان که بیش از چندین هزار نفر می‌شوند با فریادهای شادی دور آتش می‌گردند و این ترانه را می‌خوانند:
سد به سده، سی به گله پنجاه به نوروز
نوشیدنی می‌نوشند و میان هلهلهٔ شادی جشن تمام می‌شود».
در بسیاری از نقاط مرکزی ایران مانند کرمان جشن سده یا سده سوزی در بین تمامی قشرها مردم کرمان از مسلمان (شیعه و سنی)، زرتشتی، مسیحی، یهودی و… به عنوان جشنی ملی رواج دارد.

## آیین جشن سده
در کتاب نوروزنامه منسوب به خیام می‌خوانیم

«هر سال تا به امروز جشن سده را پادشاهان نیک عهد در ایران و توران به جای می‌آورند، بعد از آن به امروز، زمان این جشن به دست فراموشی سپرده شد و فقط زرتشتیان که نگهبان سنن باستانی بوده و هستند این جشن باستانی را بر پا می‌داشتند.»

مرد آویج زیاری نخستین کس پس از اسلام بود که به سال ۳۲۳ هجری (صده دهم میلادی) این جشن را در اصفهان با شکوه فراوان برگزار کرد و گویا به همین دلیل پس از پایان مراسم در توطئه‌ای کشته شد. همچنین در زمان غزنویان این جشن دوباره رونق گرفت و عنصری شاعر نامدار ایران در یکی از جشن‌های سده در برابر امیر محمود غزنوی قصیده‌ای دربارهٔ سده خواند که آغاز آن این است:
| سده جشن ملوک نامداراست |  | زافریدون و از جم یادگار است |

در ایران باستان و در میان زرتشتیان ایران، این جشن نزدیک غروب آفتاب، با آتش‌افروزی آغاز می‌شود و امروز هم با همان سنت کوه‌هایی از بوته و خارو هیزم در بیرون شهر فراهم شده، در حالی که موبدان لاله به دست اوستا زمزمه می‌کنند، بوته‌ها را روشن کرده و مردمی که در آن جا جمع شده‌اند نماز آتش نیایش خوانده می‌شود. این مراسم به وسیلهٔ انجمن زرتشتیان کرمان چند صد سال است که در باغ بوداغ آباد زیارتگاه پیرشاه مهر ایزد کرمان در تاریخ ۱۰ بهمن انجام شده و جمعیتی نزدیک به چندین هزار نفر از همه مردم زن و مرد، زرتشتی و مسلمان، کلیمی در آن جا گرد آمده و در این جشن شرکت می‌کنند. در تهران این جشن بیست و پنج سال است که با شکوه وسیله سازمان فروهر در باغ (کوشک) ورجاوند برگزار می‌شود. در شیراز پنج سال این جشن به همت همسرم پریچهر (همسر فرهنگ مهر) و با یاری زرتشتیان، آرتشیان و مردم شیراز، برابر کعبه زرتشت، نزدیک تخت جمشید برگزار شد.

### جشن سده کرمان
جشن سده پس از فروپاشی حکومت ساسانیان در محله‌های زرتشتی کرمان به صورت جداگانه برگزار می‌شد اما در زمان صفویه به این رویداد انسجام داده شد و بیش از ۴۰۰ سال است که این جشن در کرمان به‌صورت عمومی و همگانی با حضور همه مردم در زمین‌های روبروی زیارتگاه شاه مهر ایزد در شامگاه ۱۰ بهمن برگزار می‌گردد.

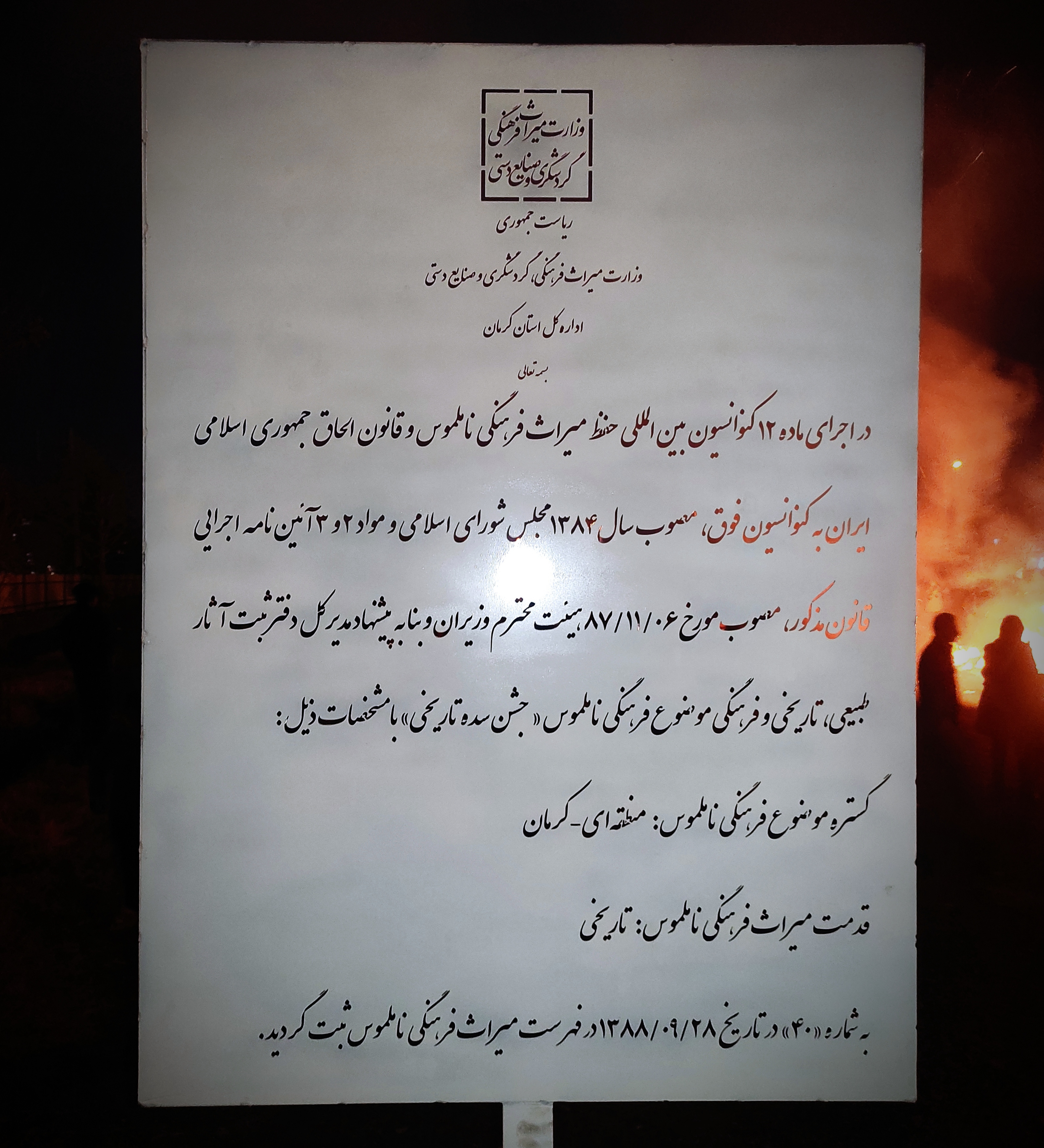
تابلو ثبت ملی جشن سده کرمان

به گفته رئیس انجمن زرتشتیان کرمان: «این جشن ملی از سالیان دور به احترام پاسداری و نگهداری از آتش وجود داشته و این جشن متعلق به تمام ایرانیان است نه قشر خاصی».

### جشن سده در تاجیکستان
برای اولین بار پس از رسمیت یافتن جشن سده در تاجیکستان و قرار گرفتن آن در گاهشمار رسمی به‌طور گسترده در سراسر کشور و با پیامی از سوی رئیس‌جمهور آن کشور، از آن تجلیل شده است. اکنون این روز به عنوان یک جشن رسمی در تقویم تاجیکستان گنجانده شده است اگرچه هنوز این روز تعطیل عمومی اعلام نشده است. رئیس‌جمهوری تاجیکستان به این مناسبت به مردم کشورش تبریک گفته و محافل رسمی «سده» روز سه‌شنبه با شرکت گسترده ساکنان شهر دوشنبه و نواحی اطراف آن و با اجرای برنامه‌های فرهنگی و هنری و نمایش آثار هنر دستی در باغ حکیم فردوسی، در جنوب پایتخت تاجیکستان، برگزار شد. جشن سده مانند مهرگان و نوروز از جشن‌های مهم و کهن مردمان ایرانی و پارسی‌زبان به‌شمار می‌آید که اسطوره پیدایش آن در «شاهنامه» حکیم فردوسی به هوشنگ، شاهی از سلاله پیشدادیان، نسبت داده شده است.
برخی از پژوهشگران جشن سده را به آیین مهرپرستی یا میترایسم که در میان مردم ایرانی‌تبار، قرنها پیشتر از آیین زرتشتی هم رایج بوده، مربوط می‌دانند. البته، در نزد زرتشتیان آتش یکی از نمادهای مقدس جشن سده هم حفظ شده است. به نوشته برخی از تاریخ نگاران، جشن سده ۵۰ روز و ۵۰ شب قبل از اعتدال بهاری یا جشن نوروز برگزار می‌شود، به همین دلیل سده نامیده شده، چون حاصل جمع این دو، صد می‌شود.
برنامه جشن سده در باغ حکیم فردوسی شهر دوشنبه که به نام «باغ دوستی خلق‌ها» معروف است، از نمایش هنرهای مردمی و صنایع دستی، نهال‌های مختلف، گل و گیاه و آزمونهایی عبارت بود. از تهیه بهترین سفره سده گرفته تا بهترین ترانه در وصف سده که رسمی از رسوم باستانی و نمادی از سرور و شادمانی است. امامعلی رحمان، رئیس‌جمهوری تاجیکستان، شب گذشته (۹ بهمن ۱۳۹۶–۲۹ ژانویه ۲۰۱۸) برای اولین بار در پیامی تلویزیونی فرارسی جشن سده را به مردم کشورش تبریک گفت. وی گفت باعث افتخار است که جشن‌ها و سنت‌های کهنی چون سده و مهرگان در دوران استقلال تاجیکستان به‌تدریج احیا می‌شوند. آقای رحمان افزود: «آدمان سن و سال گوناگون در دوره اوج سردی زمستان با آرزوی آمدن فصل بهار جان‌بخش با هم جمع آمده، چاره‌بینی‌های (تدابیر) مختلف دایر می‌کردند، گلخن می گیراندند، بزم می‌آراستند، ضادی و خرسندی می‌کردند و با همین راه سختی سرما را برای یکدیگر آسان می‌کردند.» رئیس‌جمهوری تاجیکستان گفت که سنتهای «حیات دوستانه» جوهر جشن سده را تشکیل می‌دهند: «در میان سنتهای سده گلخن (مشعل) افروختن موقع اساسی دارد، به این معنی، این جشن را می‌توان جشن میلاد آتش، یعنی منبع گرمی و نور، نامید.»
هم‌زمان آقای رحمان با توجه به نامساعد آمدن آب و هوا در پاییز و زمستان امسال از احتمال «'خشک‌سالی و مشکلات دیگر» هشدار داد و از مردم کشورش، به ویژه کشاورزان، خواست که برای فصل بهار آمادگی بینند و در برگزاری رسم آیین‌های ملی صرفه‌جویی کنند. برای نخستین بار است که رئیس‌جمهوری تاجیکستان به مناسبت جشن سده در پیامی تلویزیونی به مردم کشورش تبریک می‌گوید. این جشن و جشن مهرگان در سال گذشته به فهرست جشن‌های ملی و رسمی تاجیکستان اضافه شد، هرچند نخستین تجلیل رسمی از آن هم پارسال صورت گرفته بود.
تاجیکستان نخستین کشوری بود که از جشن‌های سده و مهرگان به‌طور رسمی تجلیل کرد. مقامات تاجیک نخستین جشن سده دولتی را برگزار کردند. در پاییز ۲۰۱۷، در پی اصلاح قانون جشن و مراسم تاجیکستان، ۳۰ ژانویه یا ۱۰ بهمن روز برگزاری جشن سده و ۱۵ اکتبر روز برگزاری جشن مهرگان اعلام شد. در همان سال هم، برای نخستین بار، مهرگان نیز در تاجیکستان به‌طور رسمی و باشکوه جشن گرفته شد.

## ثبت جهانی
پرونده جشن سده روز چهارشنبه ۱۵ آذر ۱۴۰۲ در پرونده‌ای مشترک به نام ایران و تاجیکستان در هجدهمین جلسه کمیته بین دولتی حفاظت از میراث فرهنگی ناملموس که در شهر کاسان، جمهوری بوتسوانا برگزار شد، بررسی و با تصویب اعضای کمیته به عنوان بیست‌وچهارمین عنصر میراث‌فرهنگی ناملموس ایران در فهرست جهانی یونسکو ثبت شد.